# Khỉ Saki
Pithecia là một chi động vật có vú trong họ Pitheciidae, bộ Linh trưởng. Chi này được Desmarest miêu tả năm 1804. Loài điển hình của chi này là Pithecia pithecia Linnaeus, 1766.
Các loài trong chi này sinh sống ở khu vực bao gồm Bắc và miền Trung Nam Mỹ, kéo dài từ phía nam của Cô-lôm-bi-a, qua Peru, ở miền bắc Bolivia. và vào phần trung bộ của Brasil.

## Hình ảnh

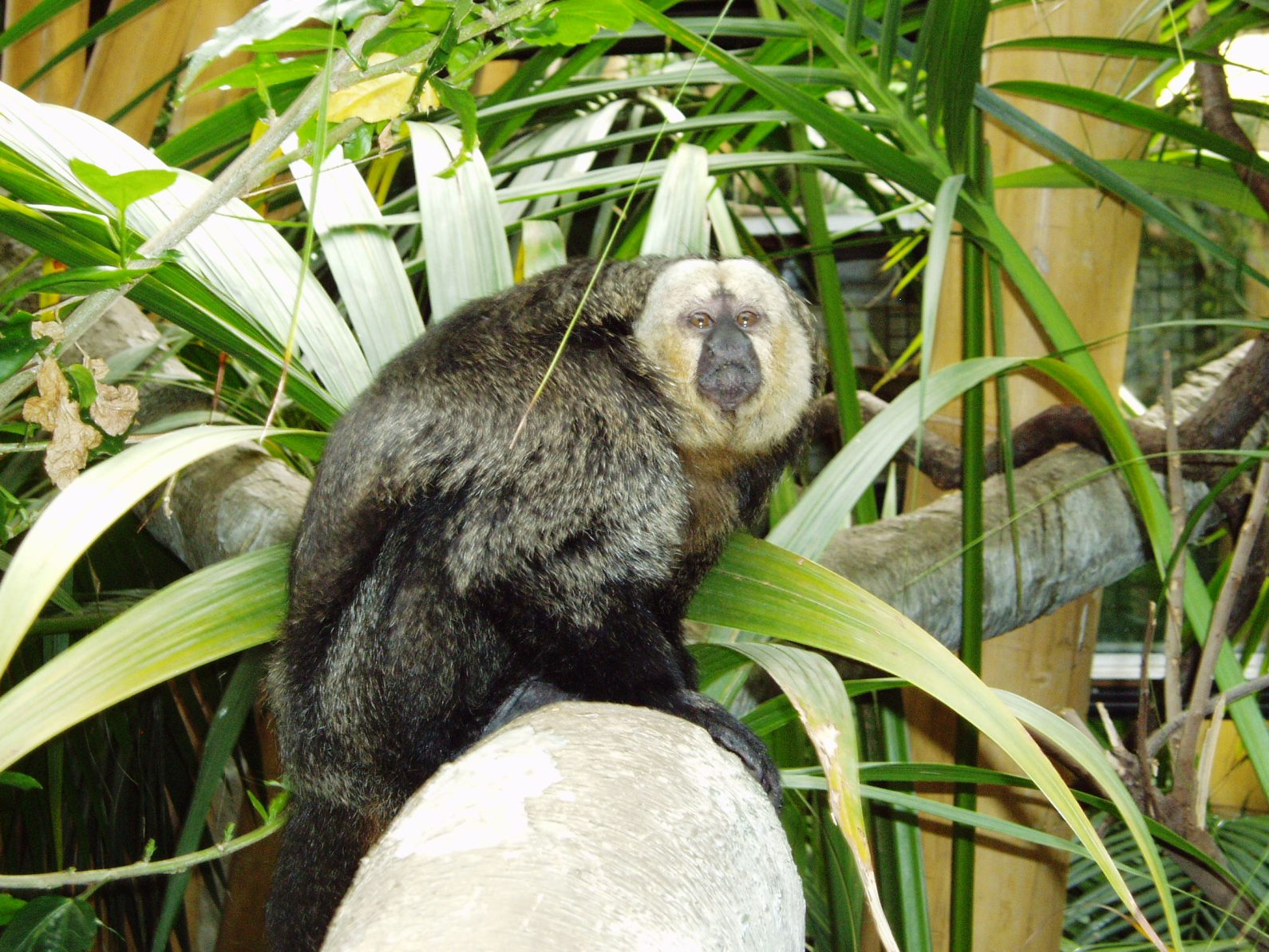
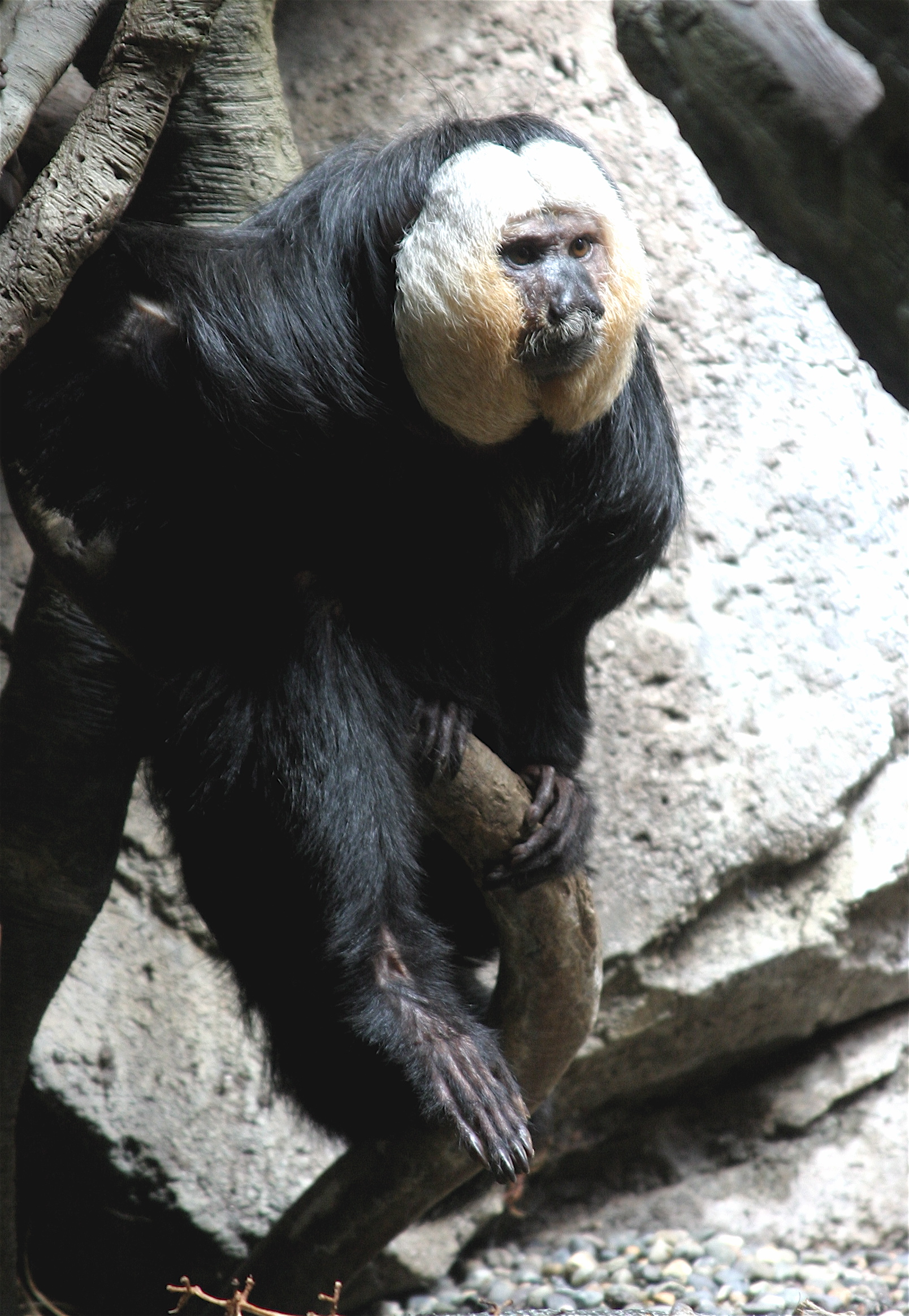
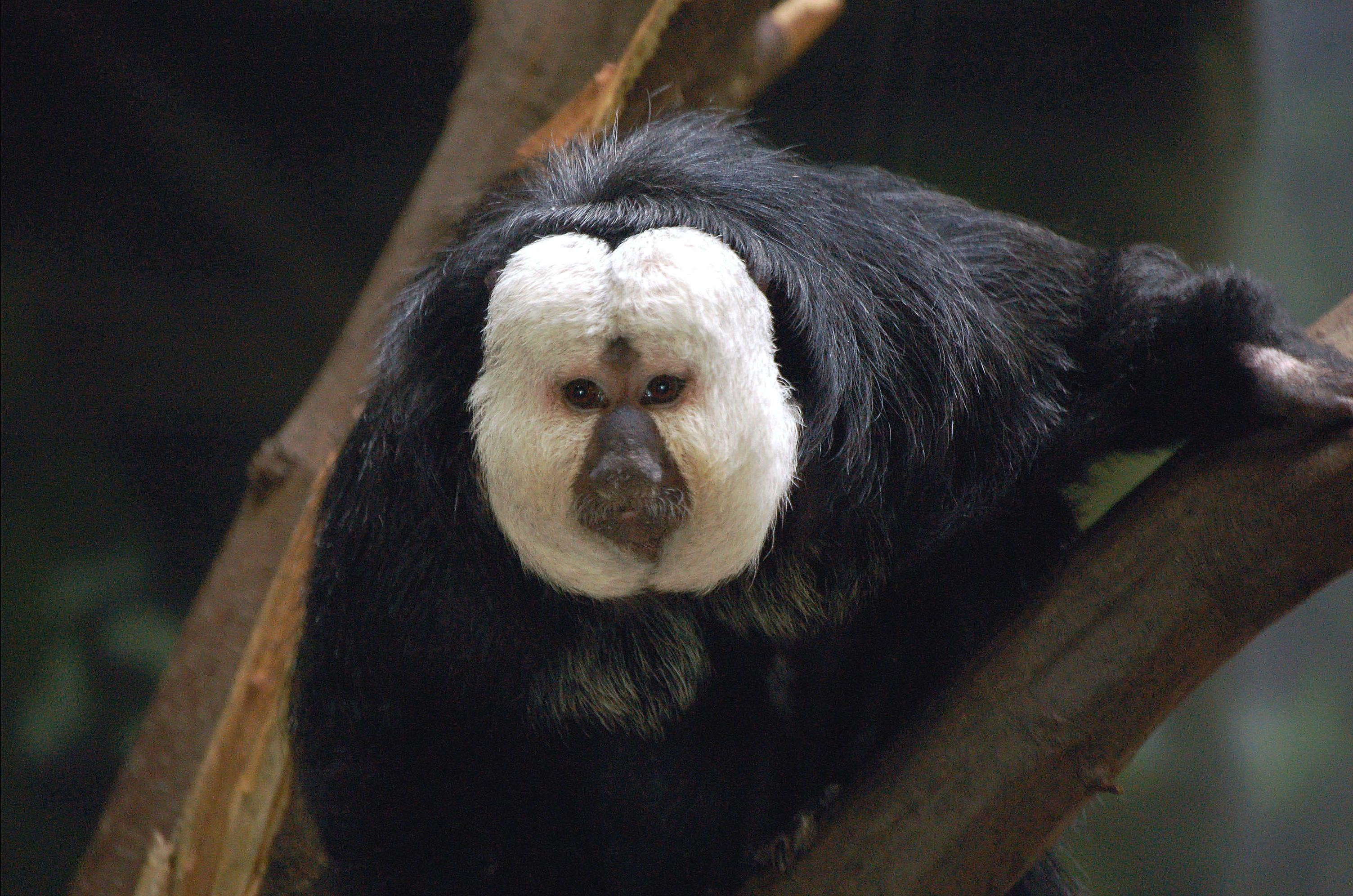

## Các loài
Chi này gồm các loài:
- Pithecia pithecia
- Pithecia monachus
- Pithecia irrorata
- Pithecia aequatorialis
- Pithecia albicans